# Lisiczki
Lisiczki (biał. Лісічкі, ros. Лисички) – węzłowa stacja kolejowa w pobliżu miejscowości Pieramoha, w rejonie homelskim, w obwodzie homelskim, na Białorusi. Węzeł linii Bachmacz - Homel oraz Homel - Czernihów.